# معاهده دورپات
معاهده دورپات (انگلیسی: Treaty of Dorpat) معاهده‌ای بود که در می ۱۵۶۴ میان ایوان مخوف تزار روسیه و اریک چهاردهم پادشاه سوئد در شهر دورپات (تارتوی امروزی) بسته شد.
بر طبق این معاهده، ایوان مخوف حاکمیت سوئد بر تالین و چند قلعه در لیوونی را می‌پذیرفت و در مقابل اریک چهاردهم حاکمیت روسیه بر باقی خاک لیوونی را قبول می‌کرد. بدین ترتیب سوئد و روسیه به یک آتش‌بس هفت ساله به توافق رسیدند.